# Fabiana
Fabiana ist eine Gattung aus der Familie der Nachtschattengewächse. Die 15 Arten kommen ausschließlich in Gebieten des westlichen Südamerikas vor. Der wissenschaftliche Gattungsname ehrt Francisco Fabián y Fuero (1719–1801), Erzbischof von Valencia (1773–1794), und Mäzen der Botanik.

## Beschreibung

### Vegetative Merkmale
Die Fabiana-Arten sind kleinblättrige und bodenbedeckende Sträucher, die meist 0,2 bis 1,5 m hoch werden, selten aber auch Größen zwischen 0,04 und 3,5 m erreichen. Bei einigen Arten unterscheiden sich die Verzweigungsformen junger und älterer Pflanzen. Der Sprossachse und den Laubblättern fehlt Kristallsand, jedoch bilden sie Drusen und sind aufgrund einer dichten, drüsigen Behaarung harzend. Das Phellogen bildet die Epidermis, das Perizykel besitzt starke Fasern, das innenliegende Phloem ist nicht faserig.
Die Laubblätter sind aufsitzend, stehen einander überlappend, in Büscheln, Rosetten oder einzeln, ihnen fehlen Blattadern umschließende Fasern. Sie sind mit nur 1 bis 8 mm Länge und 0,5 bis 0,8 mm Breite sehr klein, ihre Form ist schmal umgekehrt eiförmig, eiförmig, zylindrisch, linealisch oder schuppenartig, gelegentlich sind sie winzig oder fehlen ganz.

### Blüten
Die Blüten stehen einzeln an 0,8 bis 6 mm langen Blütenstielen oder sind aufsitzend. Sie sind etwas duftend. Der Kelch besteht aus fünf, teilweise miteinander verwachsenen Kelchblättern. Er ist radiärsymmetrisch, zylindrisch, glockenförmig oder leicht urnenförmig, meist ist er 3 bis 9 mm lang, kann aber auch zwischen 2,5 und 15 mm lang werden. Die Kelchzipfel sind linealisch oder dreieckig und meist etwas kürzer als die Kronröhre, nur selten genauso lang. Die ebenfalls fünfzählige und radiärsymmetrische Krone ist glocken- oder tellerförmig und 8 bis 20 mm lang. Sie ist meist weißlich gefärbt, nur in Ausnahmen violett oder bläulich, gelegentlich ist sie gelb mit roten oder violetten Streifen versehen.
Die fünf Staubblätter teilen sich meist in drei kurze und zwei lange auf, nur in zwei Arten sind alle fünf gleich lang. Alle Staubfäden setzen in der gleichen Höhe in der unteren Hälfte der Kronröhre an, meist sind sie an beiden Enden knieförmig umgebogen. Die Staubbeutel sind rückseitig fixiert, können etwas breiter als lang und dann 0,5 bis 0,7 mm lang oder länglich und dann 1 bis 1,3 mm lang sein. Die Theken stehen getrennt voneinander oder sind in sieben Arten miteinander verwachsen und stehen nur in der unteren Hälfte frei voneinander. Die Pollenkörner sind mit einem Durchmesser von 25 bis 28 µm klein, kugelförmig oder abgeflacht kugelförmig. Sie sind getrennt voneinander, meist trizonocolpat (die drei Keimfalten liegen am Pollenäquator) oder manchmal auch tetracolpat (mit vier Keimfalten versehen). Die Pollenkornwand (Exine) ist schwach faltig. Die Nektarien sind eingestülpt-zweilappig. Die Narbe ist meist sattelförmig oder köpfchenförmig.
Die Befruchtung der Blüten erfolgt durch Schwärmer.

### Früchte und Samen
Die Früchte sind scheidewandspaltige Kapseln mit zwei zweigespaltenen Samenkammern. Je Frucht werden 30 bis 52 Samen gebildet. Diese sind vielflächig, gewinkelt und 0,6 bis 1,6 mm lang, die Samenoberfläche ist fein wabenartig. Der Embryo ist gerade oder nur leicht gebogen, die Keimblätter sind klein und deutlich kürzer als der restliche Embryo. Endosperm ist reichlich vorhanden.

### Weitere Merkmale
Chromosomenzahlen sind nur aus Fabiana denudata und Fabiana imbricata bekannt, wobei {\displaystyle n=9} bzw. {\displaystyle 2n=18} festgestellt wurde. Untersuchungen zu Sekundäre Pflanzenstoffen gibt es vor allem zu Fabiana imbricata, aus dieser Art wurde unter anderem das Alkaloid Fabianin extrahiert.

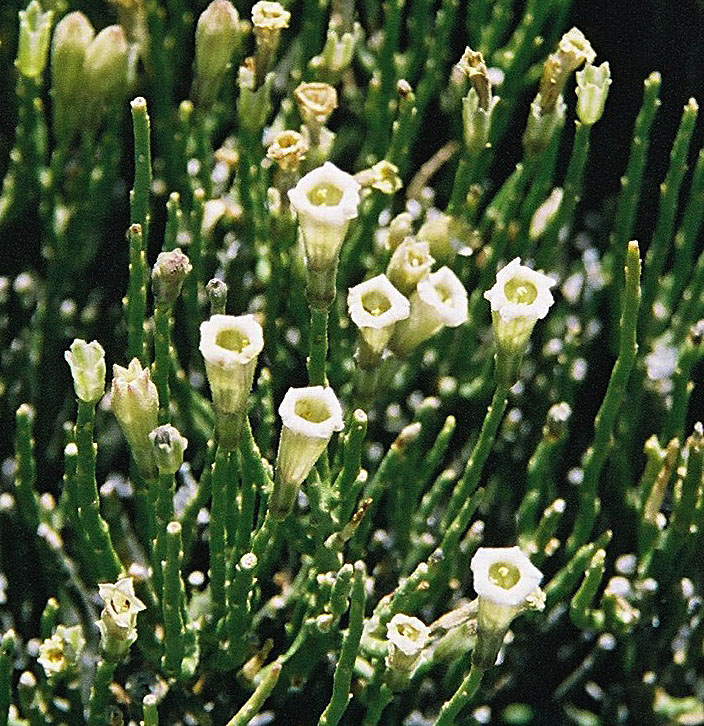
Fabiana denudata

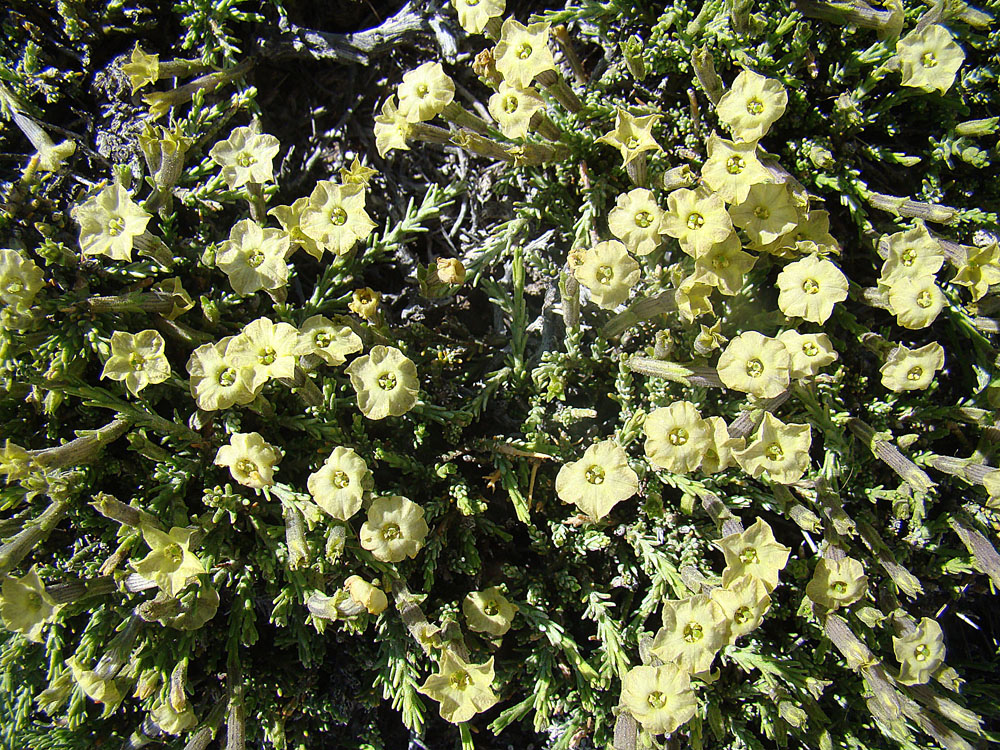
Fabiana foliosa

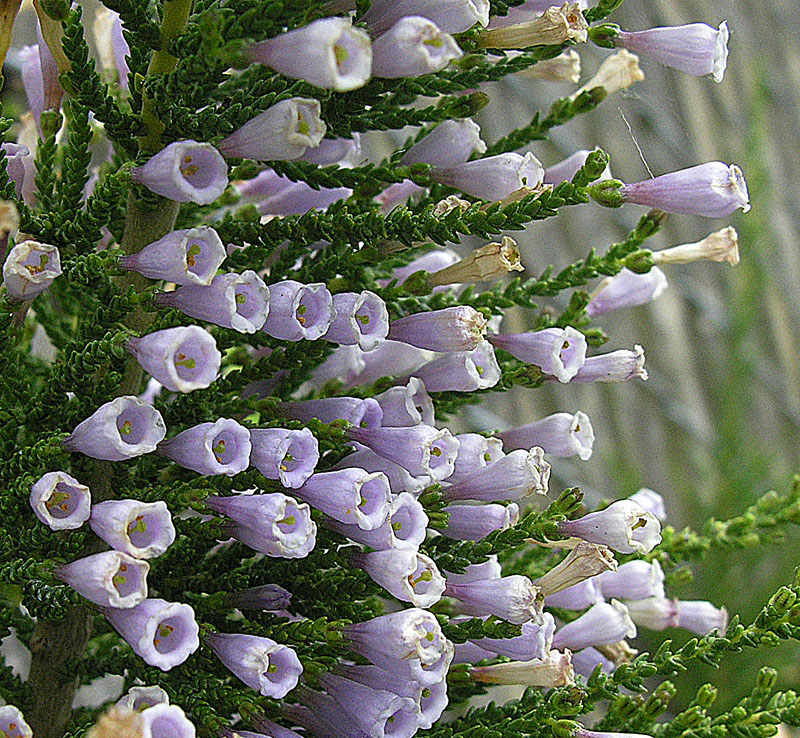
Fabiana imbricata

## Vorkommen und Standorte
Die Gattung kommt ausschließlich zwischen dem 16 und 51 südlichen Breitengrad im westlichen Südamerika, entlang der Anden vor. Dabei kommen in Argentinien zehn Arten vor, fünf davon sind endemisch, zwei Arten sind nur in Chile zu finden, eine ausschließlich in Bolivien.
Die meisten Arten wachsen in Höhenlagen zwischen 1000 und 4900 m, nur die patagonischen Arten Fabiana fiebrigii und Fabiana nana sind im Flachland verbreitet und kommen kaum oberhalb von 300 m vor.

## Nutzung
Fabiana imbricata wird in Argentinien und Chile volksmedizinisch genutzt.

## Systematik
Innerhalb der Gattung werden 15 Arten unterschieden, Typusart ist Fabiana imbricata.
Hier eine Auswahl der Arten:
- Fabiana bryoides Phil.
- Fabiana densa J.Remy
- Fabiana denudata Miers
- Fabiana fiebrigii S.C.Arroyo: Sie kommt in Bolivien vor.[4]
- Fabiana foliosa (Speg.) S.C.Arroyo
- Fabiana friesii Dammer
- Fabiana imbricata Ruiz et Pav.: Sie kommt in Chile vor.[5]
- Fabiana nana (Speg.) S.C.Arroyo
- Fabiana patagonica Speg.
- Fabiana peckii Niederl.: Sie kommt in Argentinien vor.[4]
- Fabiana punensis Arroyo: Sie kommt im nordwestlichen Argentinien vor.[4]

## Nachweise